# Choréotexte
 (mars 2022).
Sa qualité peut être largement améliorée en utilisant un vocabulaire plus directement compréhensible.
La notion de choréotexte, littéralement texte de danse, est un néologisme qui a été introduit pour la première fois par Arianna Beatrice Fabbricatore dans les recherches sur l’herméneutique de la danse. C'est un concept clé pour penser la danse comme un langage à l'instar du langage verbal: le choréotexte, c'est-à-dire la chorégraphie "écrite" dans l'espace par les danseurs, peut être traité exactement comme un texte et traduit en logotexte, c'est-à-dire en paroles, par exemple le récit contenu dans un livret de ballet ou dans une description qui correspond au texte de la chorégraphie. La définition est la suivante: « Il désigne le tissu en mouvement engagé par le danseur lorsqu’il met en action l’écriture chorégraphique ». Il a été utilisé par exemple par Chantal Lapeyre pour illustrer le travail d'écriture des chorégraphes. 

## Étymologie
Le néologisme choréotexte (du grec ancien χορεία / khoreía signifiant « danse en chœur » et  et texte du latin « textum », dérivé du verbe « texere » qui signifie « tisser ») signifie littéralement texte de danse, ou texte en mouvement. Un choréotexte est une série de mouvements perçus comme constituant un ensemble cohérent: une chorégraphie ou un extrait de celle-ci. Il se fonde sur l’idée que la notion de texte (considéré à partir de la définition de Roland Barthes comme une unité discursive dont la matérialité peut varier selon le langage employé) peut être appliquée non seulement à la forme verbale, mais aussi aux messages d’autre nature: iconographique (image), chorégraphique (mouvement), musicale (sonore), etc. Le concept de choréotexte est un outil indispensable pour penser l’écriture chorégraphique comme texte oral. 